# ریسیلویا

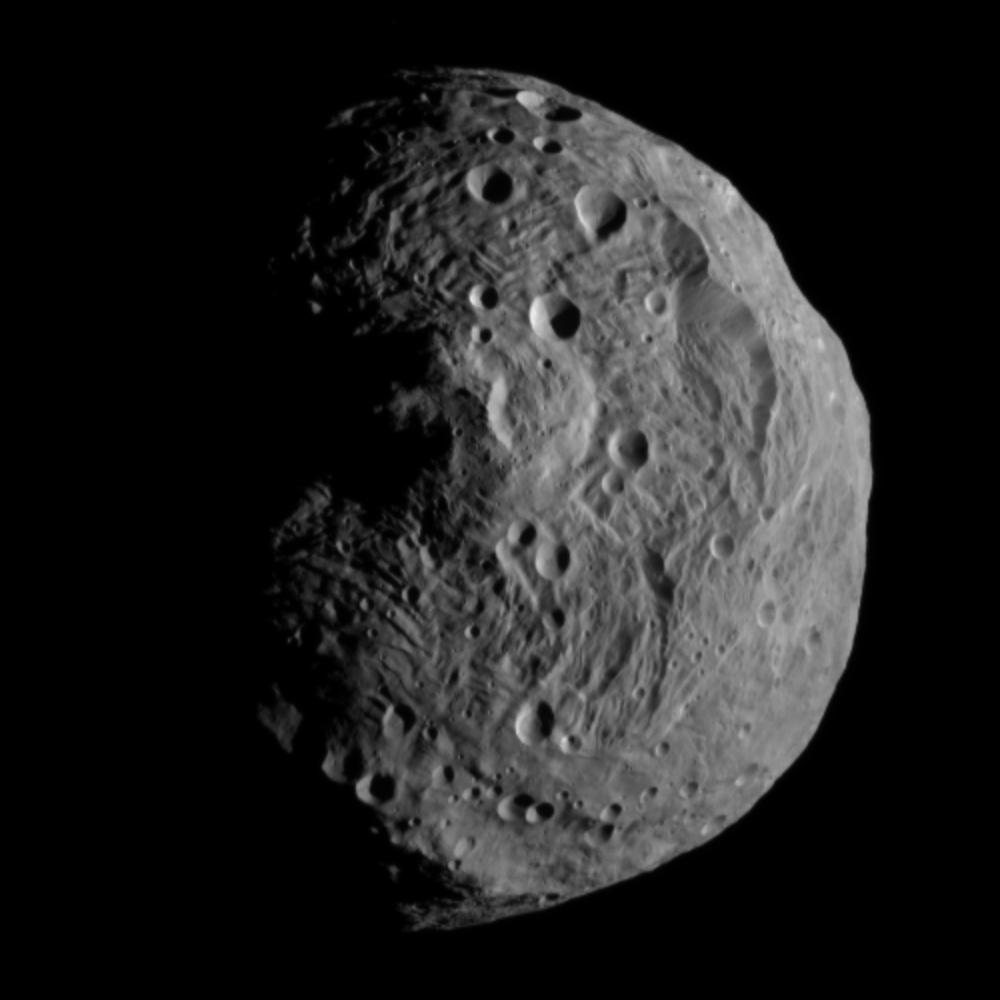
نیم‌کرهٔ جنوبی سیارک وستا، گودال رسیلویا را نشان می‌دهد. – ۲۰۱۱

ریسیلویا (به انگلیسی: Rheasilvia) برجسته‌ترین ویژگی سطحی سیارک ۴ وستا است و تصور می‌شود که یک دهانه برخوردی باشد. قطر ریسیلویا برابر ۵۰۵ کیلومتر است که ۹۰٪ قطر خود ۴ وستا است که این میزان برابر با ۹۵٪ میانگین قطر ۴ وستا (۵۲۹ کیلومتر) را تشکیل می‌دهد. ریسیلویا یکی از بزرگترین دهانه‌های منظومه شمسی می‌باشد و در عرض جغرافیایی ۷۵ درجه جنوبی، بیشتر نیمکره جنوبی ۴ وستا را پوشش می‌دهد. قله آن در مرکز این دهانه با ارتفاع ۲۲٫۵ کیلومتر واقع شده‌است که آن را به بلندترین قله شناخته شده در کل منظومه خورشیدی تبدیل کرده‌است. باید توجه داشت که کوه المپوس در سیاره مریخ با ارتفاع ۲۱ کیلومتر بلندترین کوه بر روی سیارههای منظومه خورشیدی است.

## کشف
ریسیلویا در تصاویر تلسکوپ فضایی هابل در سال ۱۹۹۷ کشف شد، اما تا زمان ورود فضاپیمای دان در سال ۲۰۱۱ نامگذاری نشد. این عنوان به یادبود رئا سیلویا، مادر بنیانگذاران رم، رومولوس و رموس نام‌گذاری شده‌است.